# Ablancourt
Ablancourt település Franciaországban, Marne megyében. Lakosainak száma 165 fő (2022. január 1.). Ablancourt La Chaussée-sur-Marne, Aulnay-l’Aître, Saint-Martin-aux-Champs, Songy és Soulanges községekkel határos.

## Népesség
A település népességének változása:
| Lakosok száma | 109  | 139  | 165  | 157  | 146  | 157  | 162  | 166  | 165  | 165  |
|               | 1968 | 1982 | 1990 | 2006 | 2013 | 2015 | 2017 | 2019 | 2020 | 2022 |